# In absentia
In absentia é um termo em latim que significa "em ausência." A expressão tem origem latina, e o uso mais antigo que se conhece data de 1886.
Entre outros usos, utiliza-se também em Direito como referência a processos em que o acusado não está presente na sala de julgamentos. Quando tal ausência se dá por recusa de um acusado em comparecer a juízo quando obrigado ou quando for de seu interesse, chama-se de contumácia.